# Akabli
Akabli (arabiska: أقبلى) är en kommun i Algeriet.   Den ligger i provinsen Adrar, i den centrala delen av landet, 1 100 km söder om huvudstaden Alger. Antalet invånare är 10 171.